# Barthélémy Rosso
Pour les articles homonymes, voir Rosso.
Barthélémy Rosso, dit Mimi Rosso, né à Monaco et mort le 31 juillet 1971, est un guitariste jazz et classique, et un arrangeur français.
S'il a pu jouer occasionnellement avec Sidney Bechet, il est aujourd'hui connu pour avoir collaboré avec Léo Ferré et Georges Brassens.

## Biographie
Ami monégasque de Léo Ferré, Barthélémy Rosso l'accompagne sur plusieurs albums studio (Les Fleurs du mal en 1957, Paname en 1960, Verlaine et Rimbaud en 1964), sur scène (Léo Ferré à Bobino, 1958, avec Jean Cardon et Paul Castanier ; au sein du quintette de Jacques Loussier au Théâtre du Vieux-Colombier, 1961), et dans des projets hors-chanson (album de poésie lue Poète... vos papiers ! en 1956, BO du film L'Albatros de Jean-Pierre Mocky en 1970). 
Au tournant des années 1960, même s'il continue de jouer de la musique instrumentale (notamment dans l'orchestre du pianiste Lucien Lavoute), il se spécialise comme musicien de studio et devient très demandé par le monde de la chanson. Il accompagne Anne Sylvestre à ses débuts (le 45 tours Anne Sylvestre chante…, 1959, Philips ; le super 45 tours Fabulettes, 1962, Philips), Jacques Brel sur la chanson « Vivre debout » (album Marieke, 1961), puis Georges Brassens le temps de trois albums.
Contrairement à sa relation avec Ferré, Rosso entretient des rapports purement professionnels avec Brassens. De 1962 à 1969, il tient la deuxième guitare sur ses enregistrements studio. Brassens enregistre sa partie et les paroles, puis laisse Rosso totalement libre d'ornementer à sa guise. On peut entendre le guitariste sur des chansons célèbres comme « Les Trompettes de la renommée », « La Guerre de 14-18 », ou encore « Les Copains d'abord ». 
Rosso a par ailleurs écrit des arrangements pour Jean Vasca (Les Routes, 1964, Polydor), Giani Esposito (Un noble rossignol à l'époque Ming, 1967), Anne Vanderlove (Ballade en Novembre, 1967, Pathé Marconi), Jean Sommer (45 tours, 1969, Disques Meys), Denise Benoît (Denise Benoît dit et chante Brassens, Disques Adès-Editions Seghers), Jacques Bertin (Je débarquais et Un jour on meurt) et Jean-Marie Vivier (Souviens-toi Marie, 1970, Disques SFPP).
En 1969, il interprète le thème musical composé par Georges Delerue pour le feuilleton télévisuel Jacquou le Croquant (réalisation de Stellio Lorenzi).
Un an avant sa mort, Rosso accompagne la chanteuse Marie-Josée Vilar le temps d'un album (Ne me dites jamais, 1970).

## Discographie non exhaustive

### Avec Léo Ferré
- 1956 : Poète... vos papiers ! de Madeleine Rabereau & Léo Ferré
- 1957 : Les Fleurs du mal
- 1958 : Léo Ferré à Bobino
- 1958 : Encore du Léo Ferré
- 1960 : Paname
- 1961 : Les Chansons d'Aragon
- 1964 : Verlaine et Rimbaud
- 2019 : Prenez garde à la poésie (1955-56)
- 2020 : L'Âge d'or : intégrale 1960-1967 (Vieux-Colombier 1961)

### Avec Georges Brassens
- 1962 : Les Trompettes de la renommée
- 1964 : Les Copains d'abord
- 1969 : Misogynie à part

### Avec Anne Sylvestre
- 1961 : Anne Sylvestre chante…
- 1962 : La Femme du vent
- 1963 : Vous aviez, ma belle